# Taft
Taft (italienska taffetà, av persiska tafte, 'vävd') är ett ofta glansigt tyg, som ursprungligen tillverkades av siden i tuskaftsuppsättning, därav benämningen taftsiden.
Taft har också använts som bärmaterial vid tillverkning av vaxtaft, se vidare vaxduk.

## Bildgalleri

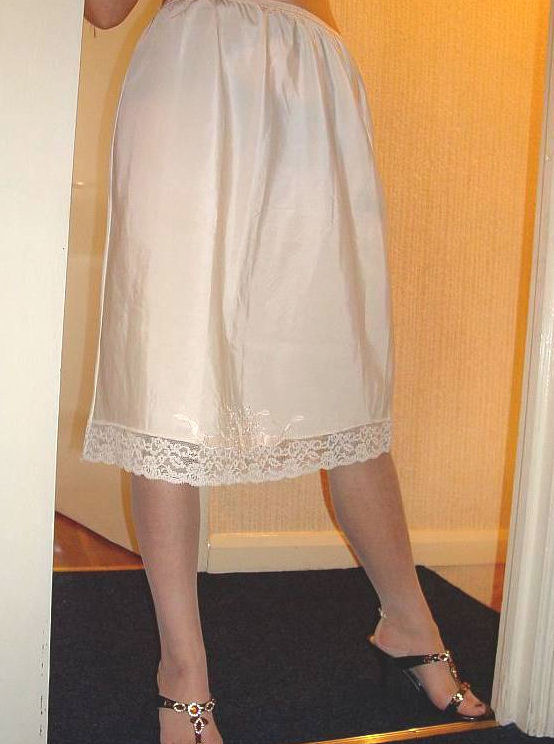
Underkjol i taft.
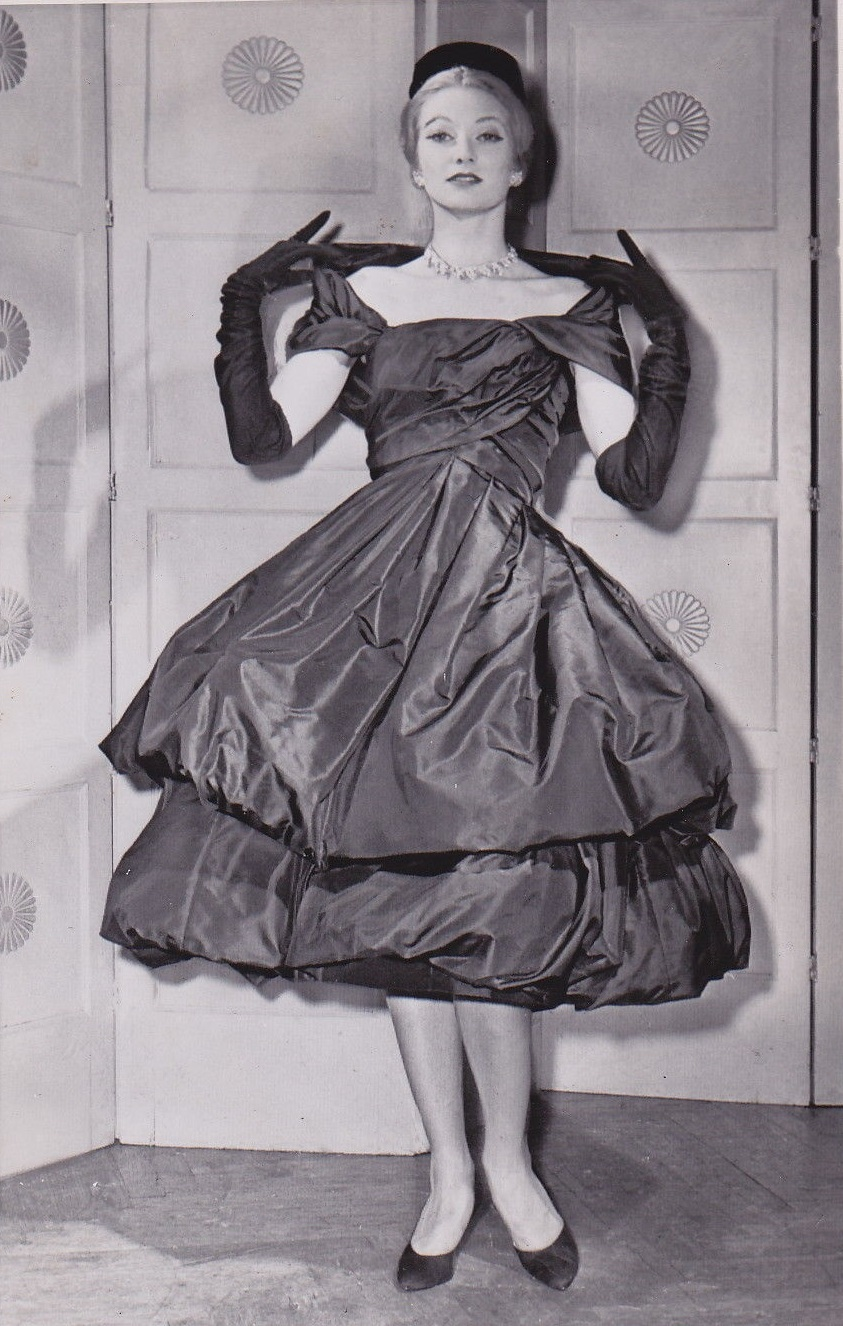
Klänning i sidentaft designad av Yves Saint Laurent för Christian Dior.